# Bruno Kurz

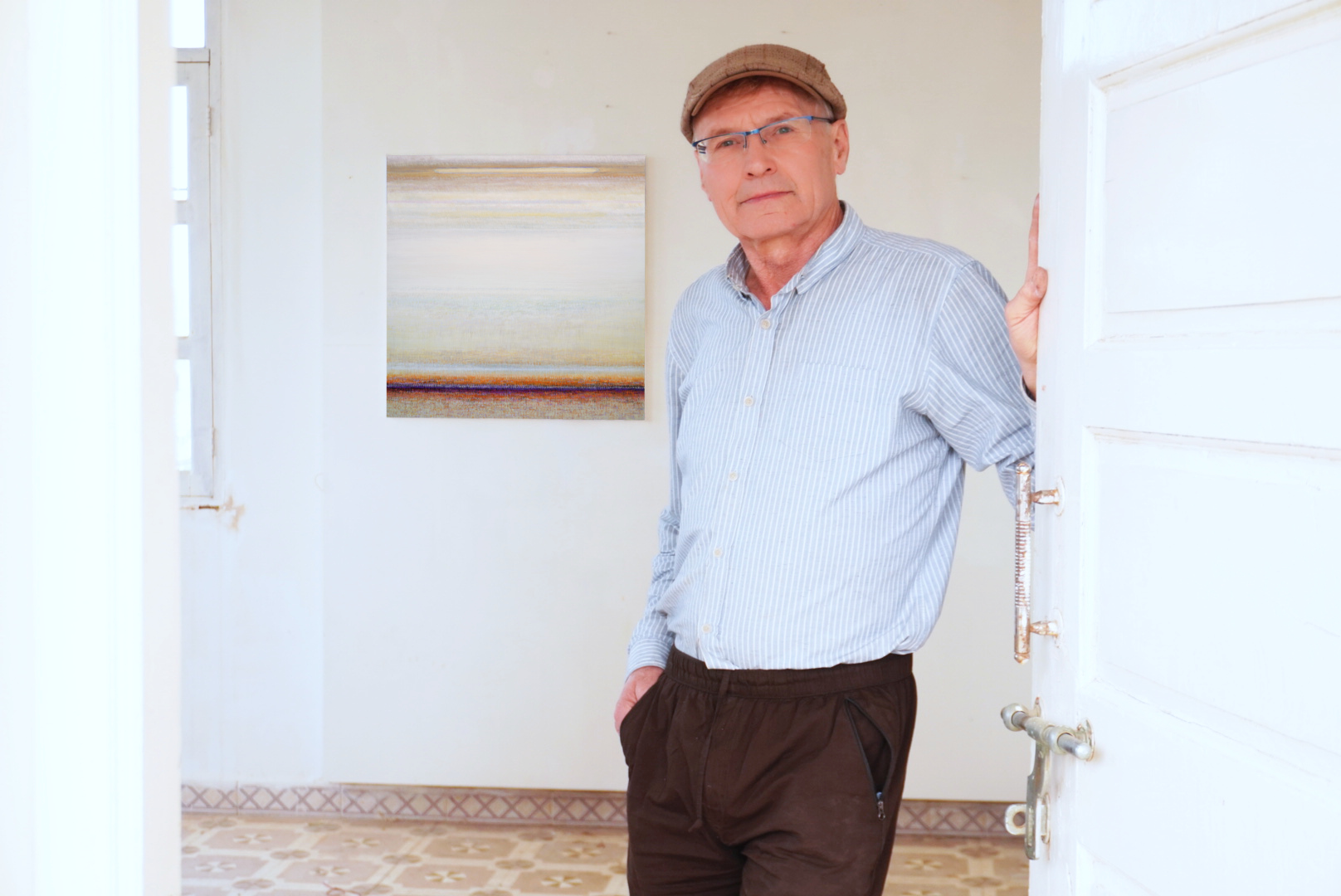
Bruno Kurz (2024)

Bruno Kurz (* 1957 in Langenargen am Bodensee) ist ein deutscher Maler. Er arbeitet vorzugsweise auf reflektierendem Untergrund, wie Metall. Dabei kreiert er Gemälde voller Leuchtkraft und Tiefenwirkung ‒ weite Farbfelder mit vagen Landschafts-Assoziationen oder floralen Gesten. Neben der Malerei umfasst sein Werk großdimensionierte, vom Licht geprägte Rauminstallationen.

## Leben
Bruno Kurz verbrachte seine Kindheit in Kressbronn am Bodensee. Er wurde als ältester Sohn des Schlossers Rupert Kurz (1933–2023) und dessen Ehefrau Gertrud Kurz (1934–2007) geboren.
An der Knaben-Realschule Lindau, bekam Bruno Kurz erste Anregungen zur Ölmalerei in einer Kunst AG, geleitet von seinem Mathematiklehrer. Nach dem Abitur als Primus am Technischen Gymnasium Friedrichshafen begann er zunächst ein Ingenieurstudium, das durch die Absolvierung des Zivildienstes unterbrochen wurde. Anschließend unternahm er eine einjährige Schiffsreise nach Israel und Rhodos. Dort entstand das erste malerische Konvolut und sein Entschluss, Malerei zu studieren, wurde definitiv. Nach seiner Rückkehr studierte Kurz von 1980 bis 1981 an der Freien Kunstschule Stuttgart bei Gerd Neisser, von 1981 bis 1986 an der Staatlichen Akademie der Bildenden Künste Karlsruhe bei Per Kirkeby und Max G. Kaminski.
Der besondere Umgang mit Licht und Farbe beschäftigt den Maler seit seiner Jugend. Schon während der Ausbildung unternimmt er ausgedehnte Reisen nach Südeuropa und Indien (1983/84 und 1986/87), später nach Mexiko und Kanada. Das Naturerlebnis, neue Farb- und Lichtwelten führen zu zahlreichen Experimenten mit Materialien des Untergrunds sowie der Farben und es entstehen große Bildzyklen. Mit einem Projektstipendium zum Thema „Heimat“ reist er 1998 erstmals nach Nordeuropa und besucht die äußeren Hebriden, die Oakland-Inseln, das schottische Hochland sowie Bergen in Norwegen. Keltische Symboliken mit ihrer typischen Verbindung von Kreis und Kreuz, das irisch-schottische Mönchstum mit seinen Verbindungen zum Bodensee und Natureindrücke bilden die Grundlage für eine große Projektausstellung mit raumgreifenden Installationen im Heimatort Kressbronn am Bodensee. Ab 2000 wirken sich die Landschaftserlebnisse auf eine neue Bildserie aus: über zehn Jahre arbeitet er an seinem Zyklus Hebrides, in dem erstmals die für ihn typischen horizontalen Schichtungen von filigranen Farbfeldern klar auftauchen; sie werden wegweisend für seine Malerei bis heute.

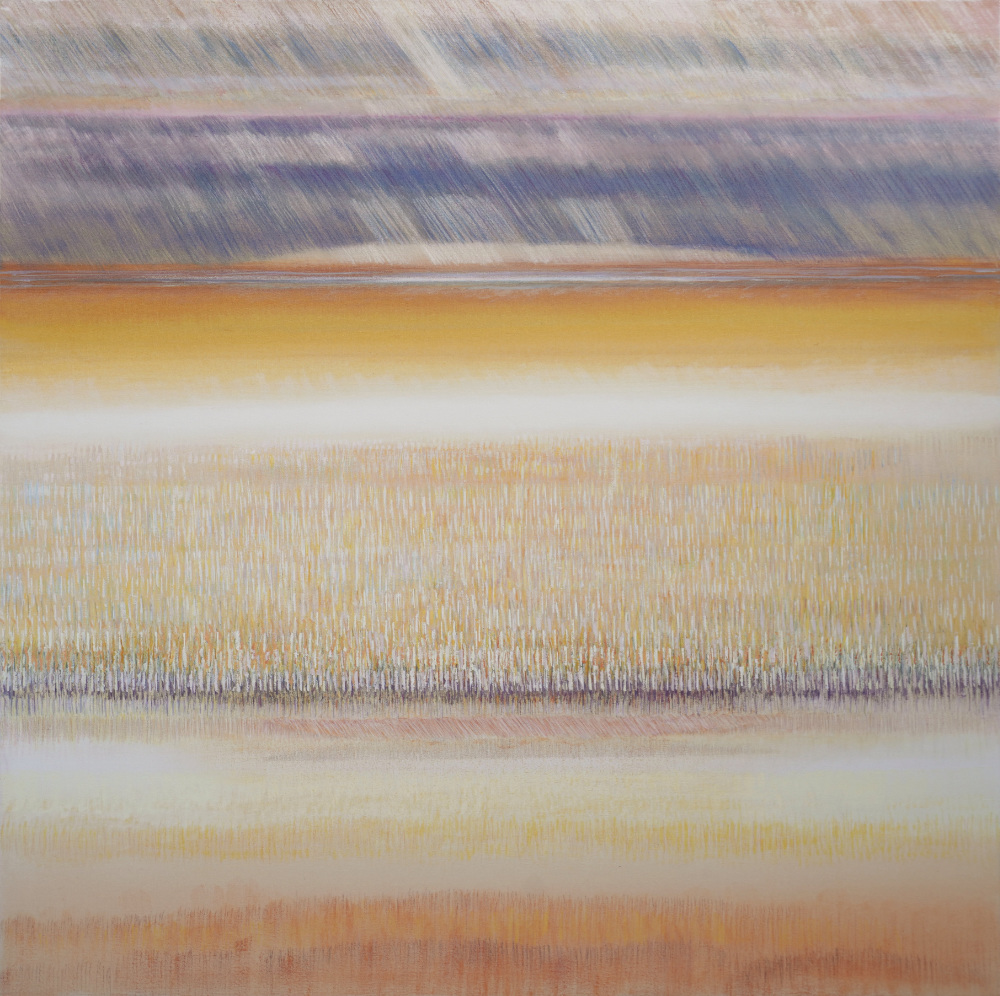
Sadhana 7, 2025

Die Grundstimmung der Bilder pendelt zwischen meditativer Ruhe und expressiven Gesten und Störungen. Das Flüchtige und Vergängliche, die Vermittlung von Landschaft als Erscheinung und Wechselspiel elementarer Kräfte, nimmt immer neue Gestalt an.
Bruno Kurz lebt und arbeitet in Karlsruhe und Indien. Er ist auf Einzel- und Gruppenausstellungen in Galerien in Deutschland, Kanada und der Schweiz zu sehen und hat One-Artist-Shows auf internationalen Kunst-Messen.

## Auszeichnungen
- 1986 Projektstipendium der Stiftung Kunstfonds Bonn
- 1988–1989 Stipendium der Kunststiftung Baden-Württemberg
- 1992–1993 Aufbaustudium Interdisziplinäre Medien, Staatliche Akademie der Bildenden Künste Stuttgart
- 1998 Reisestipendium für das Projekt Heimat nach Nordeuropa
- 2006 Projektstipendium der Kunst- und Kulturstiftung Deutschland

## Rauminstallationen
Sein erstes Atelier hatte Bruno Kurz 1986 auf dem Gelände der IWKA (Industriewerke-Karlsruhe-Augsburg) in Karlsruhe. Er zählt neben Georg Schalla zu den Begründern der Künstlergruppe KUNSTRAUM IWKA und setzte sich für den Erhalt der riesigen Industriehallen auf diesem Gelände ein. Die von ihm mitorganisierte Ausstellungsreihe Letzte Arbeitsberichte IWKA I und II war eine der wichtigsten Aktivitäten zur Erhaltung des Gebäudes Hallenbau A (heute Zentrum für Kunst und Medien (ZKM)). Doch die Künstler konnten den Abriss und Verkauf des Geländes nicht verhindern – im Dezember 1986 ließ die Stadt Karlsruhe die gesamte Fläche inklusive gigantischer Rauminstallationen zusammen mit den Hallen vernichten. Für ihr Gesamtkunstwerk KUNSTRAUM IWKA erhielt die Künstlergruppe 1986 ein Projektstipendium des Kunstfonds Bonn, verbunden mit einer Dokumentationsausstellung in Bonn.

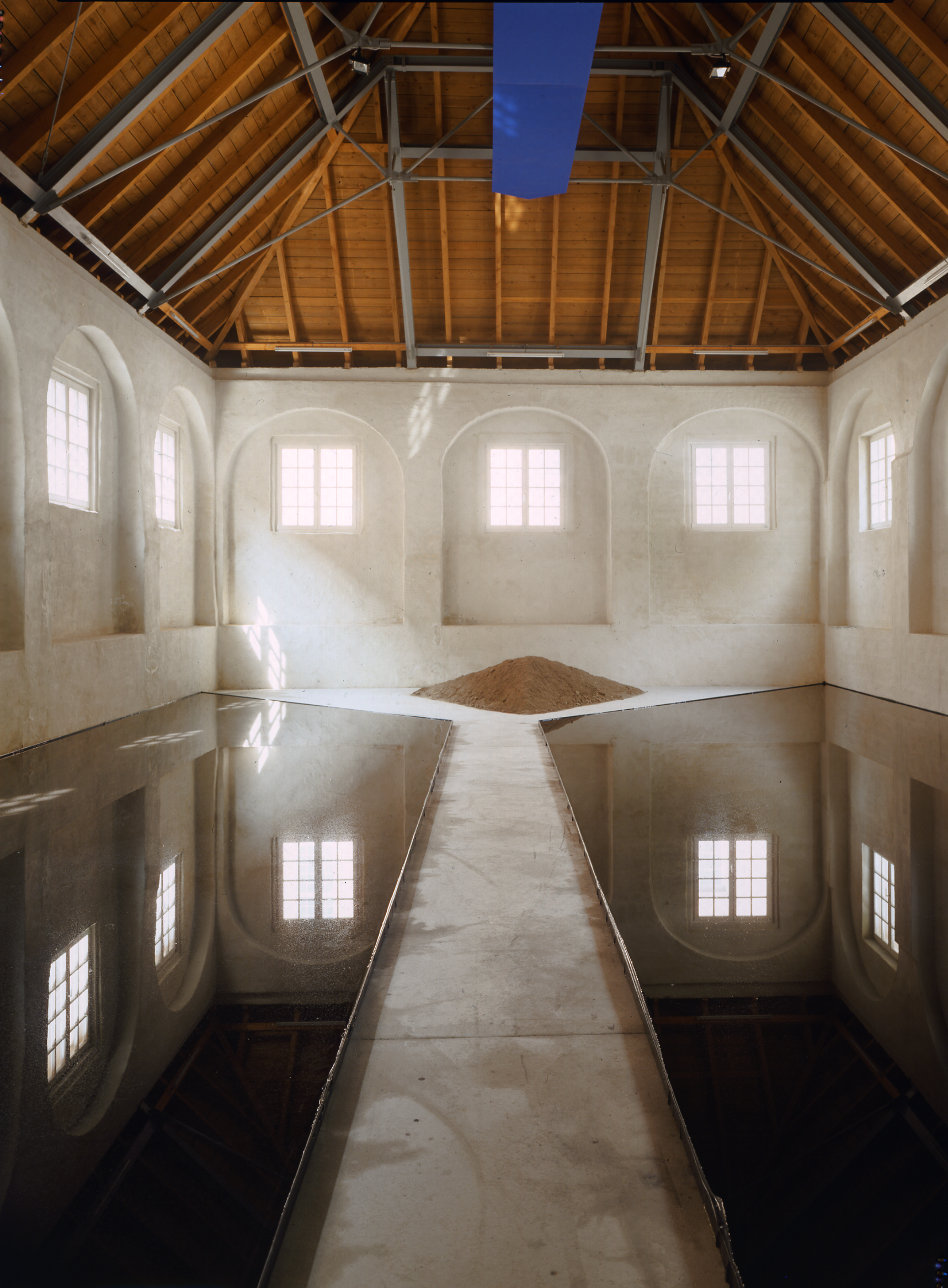
For a blue waterlily (female side), Marstall, Schloss Rastatt, 1996

Bruno Kurz schuf auf dem IWKA-Gelände große Rauminstallationen. Er wollte dem riesigen Industriebau mit großflächigen Kunstwerken ein adäquates Gegengewicht geben und installierte überdimensionale, geometrische Folienskulpturen, die das durch die Sheddächer einfallende Sonnenlicht reflektierten (Installation Kunstraum IWKA, 1987): „Regenpfützen, die durch das undichte Dach entstanden waren, warfen große Spiegelungen zurück und gaben dem Künstler weitere Impulse für sein Werk. 1988 verwendete er erstmals Wasser als plastisches Material im Raum. Die Klarheit der seither entstandenen Installationen resultiert aus diesen frühen architektonisch monumentalen Raumerfahrungen. Spektakulär war später seine Installation -aller Farben bloß- in den barocken Sälen des Ettlinger Schlosses.“ 

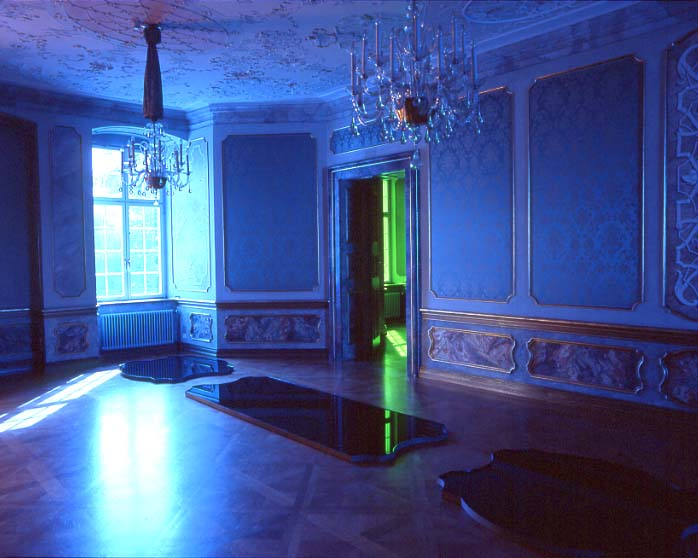
Blauer Salon mit Blick in den grünen Salon, Ettlinger Schloss, 2003

 Angeregt durch die Namen „Grüner, Blauer und Roter Salon“ mit ihren entsprechenden Tapisserien, installierte er farbige Folien auf den Fenstern der Säle und kreiert eine Abfolge farbigen Lichts. Trotz aller Freiheiten, die im dreidimensionalen Raum herrschen – die formalen, ästhetischen und konzeptuellen Mittel seines installativen Werks haben deutliche Analogien zum malerischen Schaffen.

## Kunst am Bau
- 2004 Neugestaltung des ursprünglich barocken Hauptsaales im Palais Bretzenheim Mannheim mit Rückführung in das ursprüngliche Raumvolumen mit der Herausnahme einer in den 1950er Jahren eingezogenen Zwischendecke (Auftraggeber: Land Baden-Württemberg, Staatl. Vermögensamt und Hochbauamt Mannheim)
- 2004 Gestaltung der Front des Sitzungssaals im Verwaltungsgerichtshof Baden-Württemberg in Mannheim, (Auftraggeber: Land BW, Oberfinanzdirektion Stuttgart)
- 2004 Universität Freiburg, Klinikum, Wettbewerbsteilnahme

## Abstrakte Landschaftsmalerei

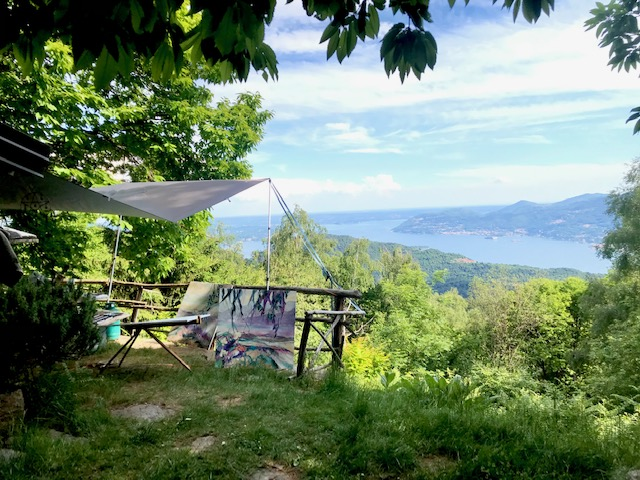
En Plein Air Atelier, Lago Maggiore, 2022

Der Maler verlässt sein Atelier im „Blauen Haus“ in der Karlsruher Südstadt immer wieder zu ausgedehnten Reisen, um unbekannte Landschaften kennenzulernen, Neues zu erfahren und Inspiration zu empfangen. Besonders prägend waren Aufenthalte in Grönland und Island, in der Künstlerresidenz Casa Tagumerche auf La Gomera (2021), Andalusien und Griechenland (2021). Regelmäßig malt er auch in einem „En Plein Air Atelier“ in den Bergen oberhalb des Lago Maggiore sowie in Indien.
In seinem Werk behält er den Kompositionsaufbau des klassischen Landschaftsgemäldes bei, doch konterkariert es zugleich durch das Format des Quadrats. Seit Kasimir Malewitsch gilt das Quadrat als absolute Form der abstrakten Malerei. Bruno Kurz verwendet es als grundlegendes Format für die meisten seiner Bilder und hat es zu einem seiner Erkennungsmerkmale, ja Markenzeichen gemacht. Es bringt einerseits auseinander strebende Energiefelder ins Gleichgewicht und verleiht andererseits den Horizonten und Richtungswechseln eine archaische Kraft.
Hinzu kam über Jahre hinweg das Kreuz als subkutane Struktur. Dieses formale Ur-Element der Kunstgeschichte, Sinnbild der Einheit der Extreme, verlieh vielen Bildern eine fast sakral anmutende Ruhe, Tiefe und Ordnung.

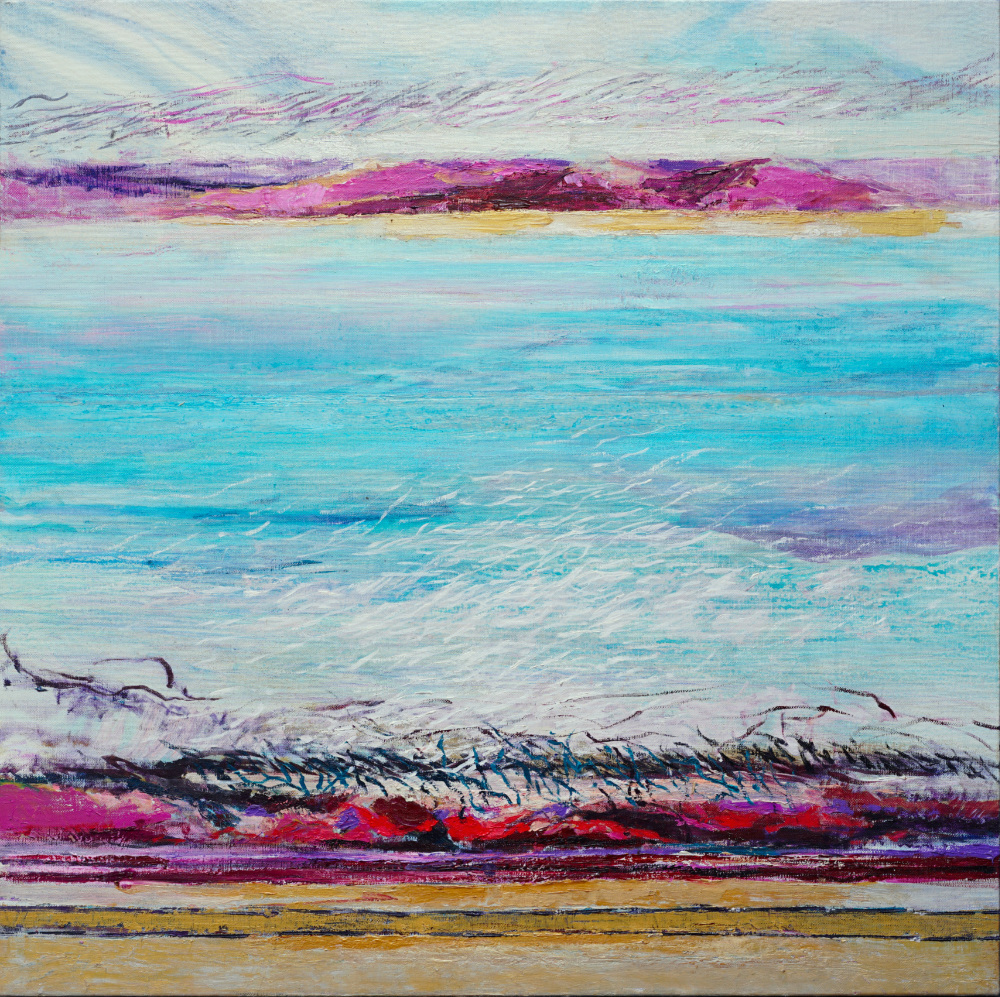
Lago 1, 2024

Von 2018 bis 2024 traten verstärkt vertikale und diagonale, manchmal pflanzenhafte, flammen- oder sturzflutähnlichen Farbbewegungen in den Vordergrund, rissen Horizonte auf oder überlagerten sie; es wurde durchlässiger, linearer und luftiger. Auch wilder oder gegenständlicher. Wo sich Dynamiken bis hin zur Explosion steigerten, öffneten sie zugleich Raum für unbestimmt Zartes, Werdendes. So konnte scheinbare Leere ins Zentrum des Geschehens treten.

## Farbe, Material und Licht
Bruno Kurz beschäftigt sich bis heute mit den drei Kernthemen der Malerei: Farbe, Material und Licht, sowie deren Interaktion untereinander. Dazu gehört die permanente Auseinandersetzung mit den Möglichkeiten gewählter Materialien, Farbstoffe und -körper. Er verbindet synthetische Harze,  Pigmente, Tinten, Acryl-, Wasser- und Ölfarben zu ungewöhnlichen Kombinationen und Farbschichtungen.

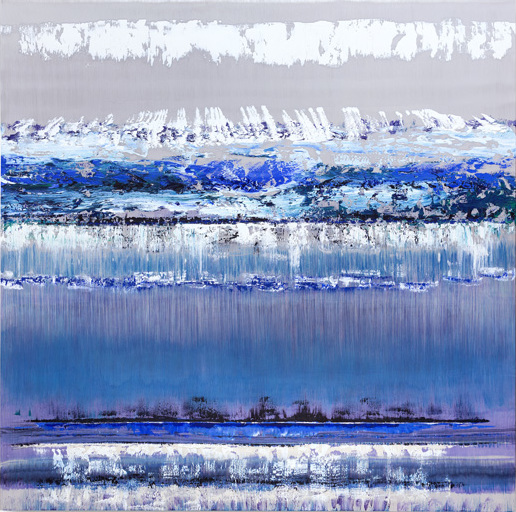
Nord-Passage, 2016

Die Materialien werden so eingesetzt, dass verblüffende optische Eindrücke entstehen. Das Auge der Betrachter stößt dabei auf extreme Gegensätze von spiegelglatten, durchscheinenden Lasuren bis hin zu reliefartigen, plastischen Farbbändern. Unter der Oberfläche schimmern mehrfache Ebenen und Farbschichten durch, die in einem langen Prozess des Übermalens und Veränderns feinster Strukturen ausgearbeitet werden. Sie scheinen die Zweidimensionalität der Gemälde aufzuheben und in grenzenlose Räume zu führen.
Entscheidend ist auch die Auswahl des Untergrundes, der selten ganz zugedeckt wird. Seit einigen Jahren verwendet Kurz verstärkt Metallbleche und verändert deren Oberfläche unter anderem mit Schleifmaschinen. Die so entstandenen Spuren bilden die verborgene Grundstruktur seiner Gemälde. Da das Metall die Farben unterschiedlich aufnimmt, kommt es zu überraschenden Lichteffekten.

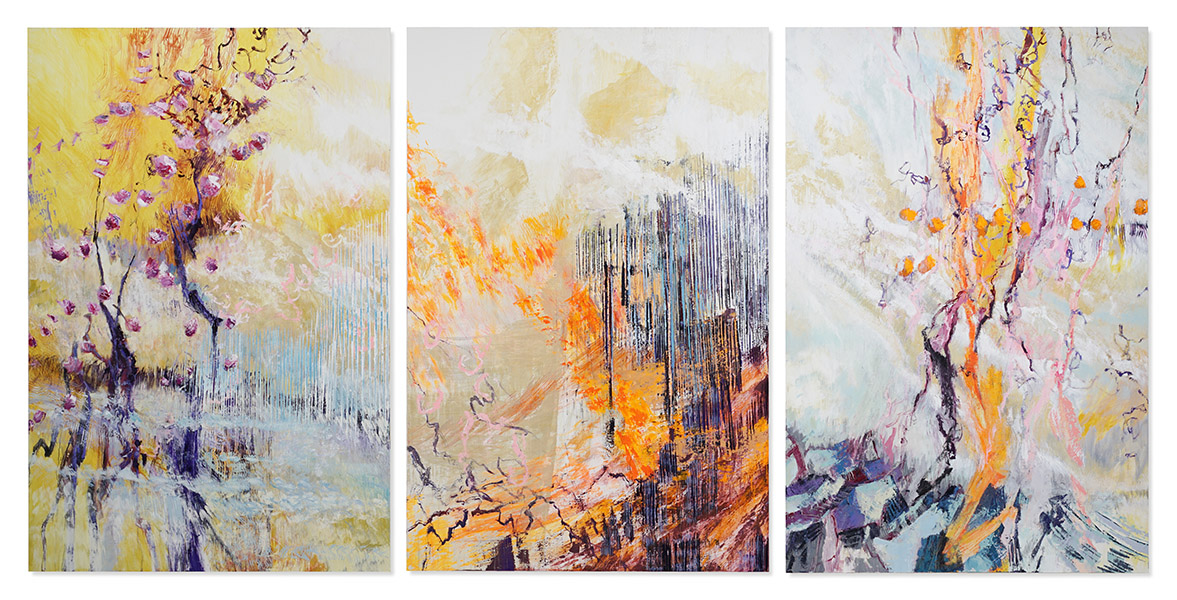
Herbstfeuer, 2021

Die Orientierung am Phänomen Licht ist und bleibt die geistige Richtung im Œuvre. Letztlich zielt alles darauf ab, dem Licht Raum zu geben und damit stoffliche Elemente zu durchdringen. Das Licht in den Bildern steht natürlicherweise in Beziehung zu dem Licht, das von außen auf sie trifft. So treten je nach Lichteinfall und je nach Standort der Betrachter neue Farbflächen und -töne „an‘s Licht“ und gewinnen ein Eigenleben. „Richtiges Licht gibt es für meine Bilder nicht“, betont der Maler. Selbst in der Dämmerung verlieren sie nicht an Kraft, sondern offenbaren im Gegenteil neue Dimensionen – neue Wechselwirkungen von Materie und Geist, Fläche und Linie, Fülle und Leere, Schwere und Leichtigkeit, Stillstand und Bewegung.

## Lehrtätigkeit
Neben der freien Malerei nahm der Künstler auch unterschiedliche Dozenturen an. Er hatte von 1993 bis 1997 einen Lehrauftrag für Zeichnen an der Pädagogischen Hochschule Karlsruhe, von 2002 bis 2008 für Malerei an der Europäischen Kunstakademie Trier und von 2001 bis 2007 für experimentelle Malerei an der Landesakademie Schloss Rotenfels. Auch die kunsthistorische Analyse und die praktische Umsetzung verschiedener Ansätze der Malerei mit Laien ist ihm ein Anliegen. Seit 1984 zählt er zum Dozententeam der Staatlichen Kunsthalle Karlsruhe.

## Werke in Sammlungen
- Museum im Kleihues-Bau
- Staatliche Kunsthalle Karlsruhe
- Städtische Galerie Karlsruhe
- Ulmer Museum
- Sammlung Würth Schwäbisch Hall

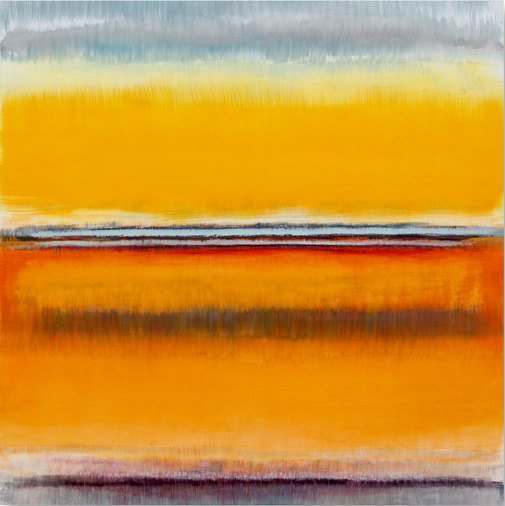
Lux, 2016

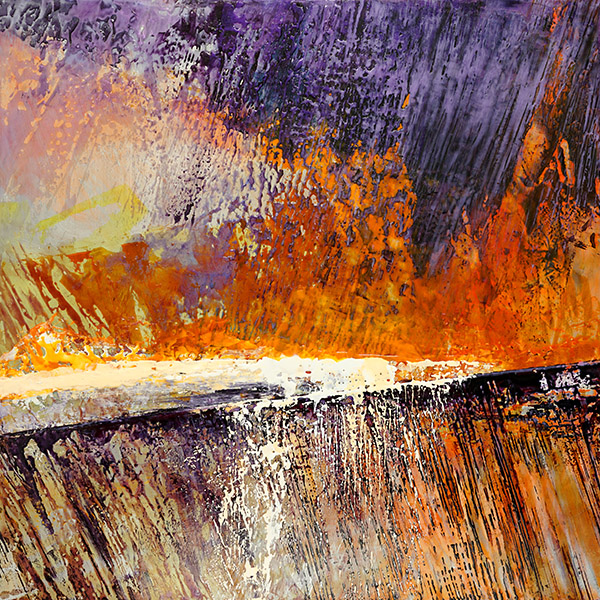
Frische Glut 1, 2021

- Sammlung Gerhard Hartmann, in der Städtischen Kunstsammlung Galerie Albstadt
- Regierungspräsidium Karlsruhe
- Kernforschungszentrum Karlsruhe
- Handwerkskammer Karlsruhe
- Bildungsakademie der Handwerkskammer Karlsruhe
- Stiftung S-BC-pro arte, Biberach[8]
- Diverse Privatsammlungen in Deutschland, USA, Kanada und der Schweiz

## Galerien
- Galerie Odon Wagner, Toronto, Canada
- Galerie Cyprian Brenner, GCB, Schwäbisch Hall, Deutschland
- Von Fraunberg Art Gallery, Düsseldorf, Deutschland
- Galerie Wesner Konstanz, Deutschland
- Galerie Mollwo Basel, Schweiz
- Galerie Reitz, Zürich, Schweiz
- Galerie P13 Heidelberg, Deutschland
- Galerie Gerdsen Hamburg, Deutschland

## Kataloge
- Morgenland II, Katalog zur Einzelausstellung, hg. v. Kulturgemeinschaft Kressbronn am Bodensee 1992
- Kunst auf Zeit ‒ eine Recherche, hg. v. Künstlerhaus Berlin 1993. ISBN 3-89479-036-9
- fragments, Katalog zur Einzelausstellung, hg. v. Wessenberg Galerie des Museums Konstanz und Bruno Kurz 1993
- VIERMALFÜNF AUF SECHSMALDREI, Ausstellungskatalog zur Installation mit Hubert Kaltenmark, hg. v. Kunsthalle Prisma, Arbon am Bodensee, Schweiz 1994
- for a blue waterlily, Ausstellungskatalog zur Installation im Kunstverein Rastatt, hg. v. Kunstverein Rastatt 1996
- Mannaz, Ausstellungskatalog zur Installation im Kunstraum Artaque, hg. v. Bruno Kurz 1998
- Bildwechsel 4, Ausstellungskatalog, hg. v. Städtische Galerie Karlsruhe 2000. ISBN 3-923344-48-1
- Das Labyrinth oder die Kunst zu Wandeln, hg. v. Ilse. M. Seifried, Beitrag Voré Haymonverorlg (A) 2002. ISBN 3-85218-400-2
- Hebrides, Katalog zur Einzelausstellung, Werkzyklen: BeLiv 1995–1997, Tears of God 1998–2000 und Hebrides 2001/2002, hg. v. Bruno Kurz, 2003. ISBN 3-925521-94-1
- Bruno Kurz - Indian diary, ein Reisetagebuch, hg. v. Galerie Epikur, Wuppertal 2003
- -aller Farben bloß-, Ausstellungskatalog zur Rauminstallation im Schloss Ettlingen, hg. v. Museum Ettlingen 2003
- Licht Passagen, Katalog zur Einzelausstellung, hg. v. SüdWestGalerie, Niederalfingen/Aalen 2006. ISBN 3-937295-51-8
- Land auf, Land ab, Katalog zur Einzelausstellung, hg. v. Kunsthalle Würth, Schwäbisch Hall, Verlag Swiridoff 2004. ISBN 3-89929-018-6
- Malerei des 20. Jahrhunderts, Bestandskatalog Staatliche Kunsthalle Karlsruhe, hg. v. Staatliche Kunsthalle Karlsruhe, Redaktion: Siegmar Holsten, Michael Imhof Verlag, S. 219, Abb. S. 220. ISBN 978-3-925212-82-6 (Museumsausg.), ISBN 978-3-86568-671-8 (Buchhandelsausg.)
- TRANSLUCENT, Katalog zur Einzelausstellung, hg. v. Galerie Fetzer, Sontheim Brenz 2009. ISBN 978-3-937295-98-5
- 99,9 % und mehr, Künstler-Gruppenprojekte »vor« dem ZKM, Ausstellungskatalog, Sammelband, Verfasser / Herausgeber ZKM / Peter Weibel (Hg.), Seiten: 28, 37, 46, 47, 49–52, 66, 67, 70. ISBN 978-3-928201-37-7
- LICHTFÄNGER, Katalog zur Einzelausstellung, hg. v. Galerie Wesner, Konstanz 2009. ISBN 978-3-937295-99-2
- PERLUCEO, Katalog zur Einzelausstellung, hg. v. Galerie Alfred Knecht, Karlsruhe 2009. ISBN 978-3-941850-00-2
- TRANSLUCENT HORIZONS, Katalog zur Einzelausstellung, hg. v. Odon Wagner Gallery, Toronto 2012. ISBN 978-1-927447-02-4, National Library of Canada
- TRANSFIGURED - The High Bright Night of Bruno Kurz, Katalog zur Einzelausstellung, hg. v. Odon Wagner Gallery, Toronto 2014. ISBN 978-1-927447-14-7, National Library of Canada
- Begegnungen mit der Ferne, Bilder: Bruno Kurz, Skulpturen: Thomas Reifferscheid, Ausstellungskatalog, hg. v. galerie arthea, Mannheim 2016
- Wasser, Wolken, Wind, Elementar- und Wetterphänomene in Werken der Sammlung Würth, Kunsthalle Würth, Swiridoff Verlag 2016. ISBN 978-3-89929-338-8
- INTEGRAL: THE AMBIENT PAINTINGS OF BRUNO KURZ, Katalog zur Einzelausstellung, hg. v. Odon Wagner Gallery, Toronto 2017. ISBN 978-1-927447-26-0, National Library of Canada
- BRUNO KURZ, Wandering The Sublime, Katalog zur Einzelausstellung, hg. v. Odon Wagner Gallery, Toronto 2019. ISBN 978-1-927447-35-2, National Library of Canada
- BRUNO KURZ, Katharsis – Umbrüche, Katalog zur art Karlsruhe 2022, hg. v. Bruno Kurz, Karlsruhe 2022

## Presse
- Petra Kollros: Ahnung von etwas Großartigem. Neue Reisebilder des Karlsruher Malers Bruno Kurz in der Galerie Mock. In: Ulmer Nachrichten, September 1988
- Gerhard Schaugg: Im Spannungsfeld zwischen Tafelbild und Objekt. In: Bodensee-Hefte 10/91
- Christian Hanussek: Begehbare Malerei. Bilder und Objekte von Bruno Kurz. In: Kultur-Blätter, 13–26. Februar 1993
- Anke Humpeneder: Veränderung und Vergänglichkeit in Fragmenten: Holzdrucke und eine Rauminstallation von Bruno Kurz. In: Landshuter Zeitung/Feuilleton, 13. März 1995
- Cristina Karlstam: Inom och utom ramarna Installation och maleri. Arbeten av Bruno Kurz. In: Upsala Nya Tidning, Kultur, Schweden, 23. März 1996
- Christiane Lenhardt: Monets „Seerosen“ als Symbol für Dualismusprinzip des Seins. In: Badisches Tagblatt, Geistige Welt, 16. März 1996
- H.M.: Marstall wird zum künstlichen Garten umgestaltet. Installationskünstler und Maler Bruno Kurz setzt sein Modell in die Wirklichkeit um. In: Badische Neueste Nachrichten, 14.08.96
- Christiane Lenhardt:  „Seerosen“-Projekt wächst heran. Rauminstallation des Karlsruher Künstlers KURZ entsteht im Marstall. In: Badisches Tagblatt, 8. August 1996
- Michael Hübl: Dunkel lockt das Seherlebnis, Installation von Bruno Kurz. In: Badische Neueste Nachrichten, 24. Juni 1998
- Autor unbekannt: Von der Aufhebung der Grenzen. Bruno Kurz zeigt die Arbeitszyklen „Hebrides“ und „Tears of God“ in der Galerie Brötzinger Art. In: Pforzheimer Zeitung, 10. September 2001
- Susanne Marschall: Langsame Bilder im zeitlosen Raum. Die Karlsruher Galerie Alfred Knecht zeigt Arbeiten von Bruno Kurz. In: Badische Neueste Nachrichten, 18. Januar 2003
- Susanne Marschall: Poetische Träume, sinnliche Farben. Installationen von Bruno Kurz und Adrian Flores im Ettlinger Schloss. In: Badische Neueste Nachrichten, 17. August 2003
- Michael Hübl: Wo die Wahrnehmung ins Schlingern gerät: Der Maler Bruno Kurz und seine Installationen in Spiegelungen. In: Badische Neueste Nachrichten, 19. Januar 2006
- Wolfgang Nussbaumer: Malerei, die nach Stille strebt. In: Schwäbische Post, Ostalb-Kultur, 28. März 2006
- Autor unbekannt: Licht-Arbeiten von Bruno Kurz. Galerie Alfred Knecht. In: Klappe Auf, Januar 2007
- Ulrike Düwell: Raumtiefe und Transparenz. Bilder und Farbobjekte von Willis Meinhardt und Bruno Kurz in der Freiburger Galerie artopoi.In: Badische Zeitung, 4. März 2008
- Florian Weiland: Können Blumen lügen? Ein Rundgang über die 8. Art Bodensee. In: Südkurier, 2. August 2008
- Marita Kaischke: Ruhe im Quadrat, "Translucent" in der Galerie Fetzer eröffnet. In: Heidenheimer Zeitung vom 28. Mai 2009
- Lena Naumann: Abstrakter Impressionist, Zur Malerei von Bruno Kurz, Titelgeschichte in Mundus, Heft 3/2010, München 2010[10]
- Vita von Wedel: Jeder Pinselstrich muß sitzen. In: Frankfurter Allgemeine Sonntagszeitung, Kunstmarkt, S. 53, 8. Mai 2011
- Joachim Schwitzler: Die Komposition machts. Karlsruher Künstler Bruno Kurz beeindruckt mit seiner Ausstellung in der Galerie Wesner. In: Südkurier, Nr. 239, 15. Oktober 2011
- Bruno Kurz: Ich will keine Inhalte transportieren. In: Rhein-Neckar-Zeitung, 10. Dezember 2013[11]
- Stephen Dillon: Bruno Kurz Turns Stark Icelandic Landscapes into Vibrant Color Field Paintings, Artsy Editorial, Oct 9th, 2014[12]
- Donald Bracket: Verklärung – Die hohe helle Nacht von Bruno Kurz, Text zur Malerei von Bruno Kurz, Vancouver 2014 (Übersetzung Harald Smykla, London 2015)[13]
- Thomas Maschijew: Bruno Kurz – Text für die Galerie Mollwo – Zeitgenössische Kunst, o. J.[14]
- Kirsten Ernst: Wo sich Kunst trifft – auf der art Karlsruhe 2015, 2. April 2015[15]
- Susanne Mathes: Virtuoses Spiel auf der Lichtakkord-Klaviatur. In: Kornwestheimer Zeitung, 28. April 2017[16]
- Susanne Mathes: Die „Lichtakkorde“ finden filmische Resonanz. In: Kornwestheimer Zeitung, 11. Juli 2017
- Susanne Mathes: Von innen, von außen und aus der Luft. In: Kornwestheimer Zeitung, 1. September 2017
- Susanne Mathes: Ein unverhofftes Filmgeschenk für die Stadt. In: Kornwestheimer Zeitung, 12. September 2017
- S. Weber: Atelierbesuch bei Bruno Kurz, Eichendorff-Gymnasium Ettlingen, 23. Oktober 2018